# Daonda jezik
Daonda jezik (ISO 639-3: dnd), papuanski jezik porodice border, uže skupine waris, kojim govori 170 ljudi (2003. SIL; 200, 1993. SIL) u provinciji Sandaun u Papui Novoj Gvineji, distrikt Amanab. Govori se na malenom prostoru između auwe na istoku i imonda govornog područja na zapadu.

## Vanjske poveznice
- Ethnologue (14th)
- Ethnologue (15th)